# محمد علي (لاعب كرة قدم سوري)
محمد علي (مواليد 1 يناير عام 1992 في اللاذقية، سوريا) هو لاعب كرة قدم سوري يلعب حاليا لتشرين في الدوري السوري.

## وصلات خارجية
- - Kooora.com